# Sword in the Moon
Pour plus de détails, voir Fiche technique et Distribution.
Sword in the Moon (청풍명월, Cheongpung myeongwol) est un film sud-coréen réalisé par Kim Eui-suk, sorti en 2003.

## Synopsis
À la fin de la dynastie Jeoson, une unité d'élite militaire est créée pour assurer la paix et la sécurité du pays. En son sein, les deux meilleurs sabreurs, Ji-hwan et Gyu-yup, sont aussi deux inséparables amis. Mais un complot politique force Gyu-yup à tuer son maître d'arme, mais aussi Ji-hwan. Cinq ans plus tard, Gyu-hup est devenu un soldat froid et cruel surnommé le boucher. Il enquête alors sur une série d'assassinats politiques visant les protagonistes du complot. La découverte d'une épée portant le sceau de l'ancienne unité d'élite de Gyu-yup confirme l'hypothèse que Ji-hwan est de retour.

## Fiche technique
- Titre : Sword in the Moon
- Titre original : 청풍명월 (Cheongpung myeongwol)
- Réalisation : Kim Eui-suk
- Scénario : Jang Min-seok
- Production : Lee Dong-kwon
- Musique : Lee Gyeong-seop
- Photographie : Mun Yong-shik
- Montage : Kyeong Min-ho
- Pays d'origine : Corée du Sud
- Langue : Coréen
- Format : Couleurs - 2,35:1 - Dolby Digital - 35 mm
- Genre : Aventure, action et historique
- Durée : 103 minutes
- Date de sortie : 16 juillet 2003 (Corée du Sud)

## Distribution
- Cho Jae-hyun : Yoon Gyu-yup
- Choi Min-soo : Choi Ji-hwan
- Kim Bo-kyung : Kim Si-young
- Lee Jong-soo : Jae-duk
- Jeon Sung-hwan : Jung Yeo-kyun
- Cho Sang-keon : Kim In

## Version française
- Société de doublage : NDE
- Direction artistique : Antony Delclève
- Adaptation des dialogues : Frédéric Alameunière
- Enregistrement et mixage :